# ابوالعباس ربنجنی
ابوالعباس فضل پسر عباس رَبِنجَنی (رَبَنجَنی)، از شاعران ایرانی سدهٔ چهارم هجری است. او از مردم ربنجنِ سمرقند و هم‌روزگار با نصر بن احمد سامانی (۳۰۱-۳۳۱ ق) و نوح بن نصر سامانی (۳۳۱-۳۴۳ ق) بوده‌است. شعر زیر ــ که در سوگ نصر بن احمد و برتخت‌نشینی نوح بن نصر سروده شده ــ از اوست:
| پادشاهی گذشت خوب‌نژاد        |  | پادشاهی نشست فرّخ‌زاد       |
| زآن گذشته، زمانیان غمگین    |  | زین نشسته، جهانیان دل‌شاد  |
| بنْگر اکنون به چشم عقل و بگو |  | هرچه بر ما ز ایزد آمد داد |
| گر چراغی ز پیش ما برداشت    |  | باز شمعی به‌جای او بنهاد   |
| ور زحل نحسِ خویش پیدا کرد    |  | مشتری نیز دادِ خویش بداد   |

سه بیت از این شعر را ــ که در تاریخ بیهقی آمده‌است ــ فرخی سیستانی در مرگ سلطان محمود غزنوی و جانشینیِ سلطان مسعود غزنوی با این مَطلَع تضمین کرده‌است:
| هرکه بود از یمینِ دولت شاد |  | دل به مِهرِ جمالِ ملت داد |